# Air Iceland

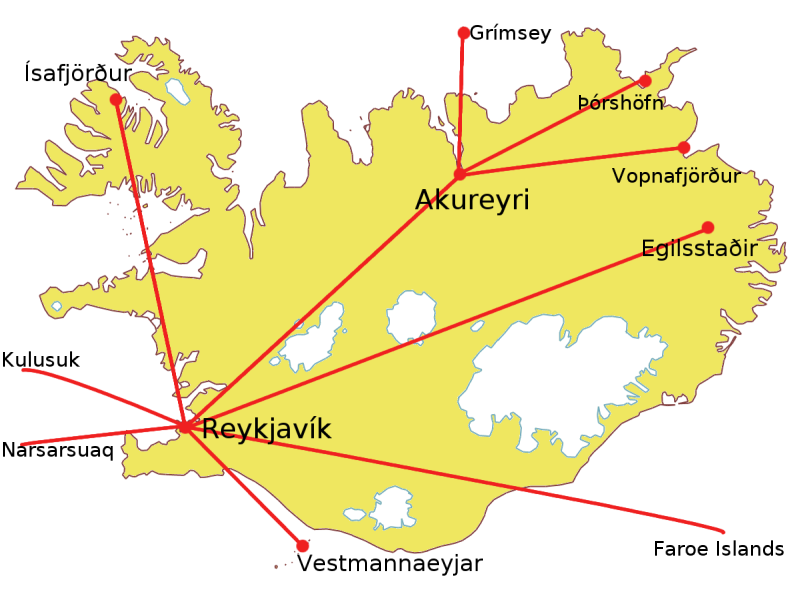
Destinazioni della compagnia

Air Iceland Connect o Flugfélag Íslands è una compagnia aerea regionale con sede a Reykjavík, Islanda. I suoi servizi si estendono su destinazioni nazionali e per la Groenlandia, le Isole Fær Øer e il Regno Unito. Gli aeroporti di base sono l'Aeroporto di Reykjavík e l'Aeroporto Akureyri. L'azienda è una sussidiaria di Icelandair.

## Storia
La compagnia è stata in origine formata ad Akureyri da Tryggvi Helgason come Nordurflug e incorporata col nome Flugfelag Nordurlands il 1º maggio 1975. La successiva riorganizzazione e la fusione con Icelandair Domestic e Norlandair (Flugfélag Nordurlands) ha portato all'attuale assetto nel 1997. La proprietà è totalmente nelle mani di Flugleidir - Icelandair Group e ha 226 dipendenti (a marzo 2007).

## Flotta
La flotta di Air Iceland Connect include (ad agosto 2017):
- Bombardier Q400
- Bombardier Q200